# Żyły pośladkowe górne

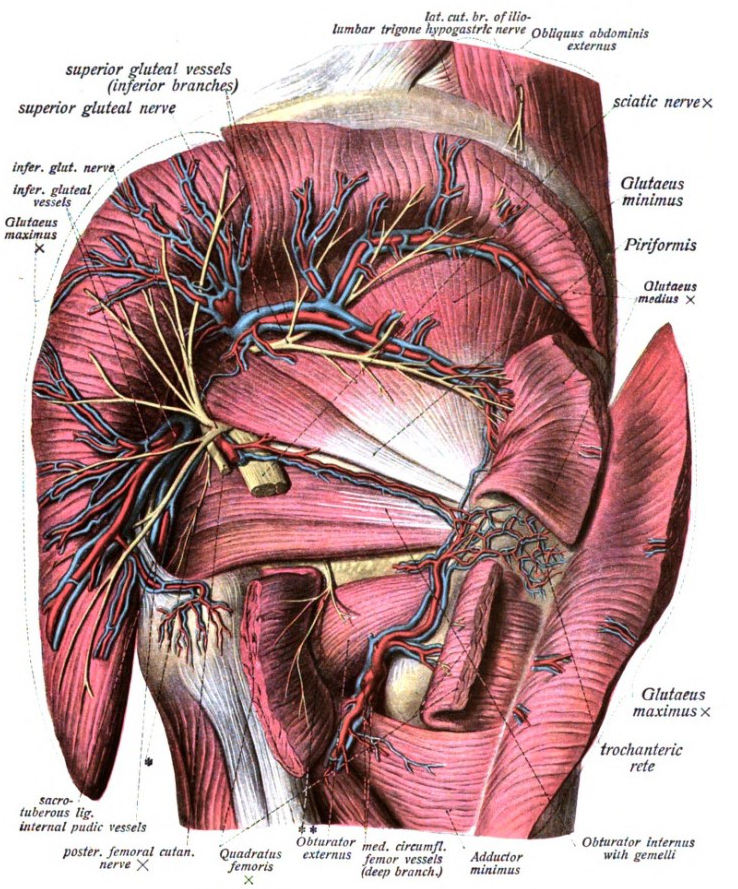
Naczynia i nerwy okolicy pośladkowej

Żyły pośladkowe górne (łac. venae gluteae superiores) – w anatomii człowieka głębokie naczynia żylne zbierające krew z większej części okolicy pośladkowej. Powstają w mięśniach pośladkowych i uchodzą do żyły biodrowej wewnętrznej. 
Żyły pośladkowe górne powstają w mięśniach pośladkowym wielkim, pośladkowym średnim i pośladkowym małym, po dwie po każdej stronie. Do miednicy wnikają przez otwór kulszowy większy nad mięśniem gruszkowatym razem z nerwem pośladkowym górnym otaczając tętnicę pośladkową górną, której towarzyszą. Wewnątrz miednicy biegną na odcinku 3 cm i przechodząc na ogół pomiędzy nerwem lędźwiowo-krzyżowym a pierwszą gałęzią (S1) splotu krzyżowego kierują się ku górze i na zewnątrz nad górną krawędzią mięśnia gruszkowatego, gdzie wpadają do żyły biodrowej wewnętrznej.
Tworzą zespolenia z żyłami pośladkowymi dolnymi. Są w nich obecne zastawki.
Miejsce przejścia żył pośladkowych górnych między gałęziami nerwowymi jest zmienne. Może ono się znajdować także:
- pomiędzy nerwem zasłonowym a czwartą gałęzią (L4) splotu lędźwiowego (13%)[4]
- pomiędzy czwartą gałęzią (L4) splotu lędźwiowego a piątą gałęzią (L5) splotu lędźwiowego (14%)[4]
- pomiędzy pierwszą gałęzią (S1) splotu krzyżowego a drugą gałęzią (S2) splotu krzyżowego (1%)[4]